# Стоборешть
Стоборешть, Стоборешті (рум. Stoborăști) — село у повіті Олт в Румунії. Входить до складу комуни Туфень.
Село розташоване на відстані 104 км на захід від Бухареста, 34 км на схід від Слатіни, 77 км на схід від Крайови.

## Населення
За даними перепису населення 2002 року у селі проживали 707 осіб, з них 705 осіб (99,7%) румунів. Усі жителі села рідною мовою назвали румунську.